# Boeing B-29 Superfortress
Il Boeing B-29 Superfortress (Model 341/345) era un bombardiere strategico, quadrimotore a elica e ala media, sviluppato dall'azienda aeronautica statunitense Boeing nei primi anni quaranta, famoso per aver preso parte alla campagna di bombardamento sul Giappone da parte dell'United States Army Air Forces (USAAF) durante la Seconda guerra mondiale e per aver inaugurato l'era nucleare. Fu anche il più grande e pesante tra gli aerei ad aver prestato servizio operativo nel conflitto.
Nato come bombardiere diurno d'alta quota, invece venne spesso utilizzato per bombardamenti incendiari notturni a bassa e media quota sul Giappone, nonché per lo sgancio delle due bombe atomiche su Hiroshima e Nagasaki. I due esemplari che operarono il bombardamento atomico vennero denominati "Enola Gay" e "BOCKSCAR". Il B-29 fu il singolo progetto più costoso di tutta la Seconda guerra mondiale: il suo sviluppo richiese investimenti per tre miliardi di dollari, equivalenti a 49 miliardi dei giorni nostri. È considerato il bombardiere più efficace della guerra sotto ogni aspetto nonché il più avanzato bombardiere alleato.

## Storia
La necessità di disporre di una nuova generazione di bombardieri strategici capaci di colpire obiettivi in Europa o Asia diede luogo al programma di sviluppo per un aereo a lunghissimo raggio. Il primo a concepire sin dagli anni trenta la necessità per gli Stati Uniti di dotarsi di bombardieri strategici, più pesanti del Boeing B-17 Flying Fortress che ancora doveva essere messo in produzione, fu il generale di divisione Oscar Westover, comandante dell'United States Army Air Corps, poi morto in un incidente aereo il 21 settembre 1938. Gli successe nell'incarico il generale Henry H. Arnold che continuò la sua opera a favore di un bombardiere "molto pesante".
La Boeing iniziò le sue esperienze con aerei militari di dimensioni molto grandi già nel 1934. Realizzò per l'USAAC il model 294, un prototipo di grandi dimensioni che prese la denominazione militare di XB-15. L'aereo era stato pensato per adottare quattro motori da 1000 hp, ma non essendo disponibili alla data della costruzione, venne equipaggiato con motori da 850 hp che lo resero troppo lento e quindi inutilizzabile per scopi militari. Il prototipo rimase unico e non venne costruito in serie. Venne allora progettato un aereo migliorato con ala alta, carrello triciclo e gli annunciati motori Wright R-3350 Duplex Cyclone da 2000 hp. Il progetto, denominato model 316, non venne realizzato, stante l'indisponibilità dei motori.
Per quanto impegnata nello sviluppo del B-17, la casa di Seattle lavorò in parallelo su una versione della "fortezza volante" a più lungo raggio e con cabina pressurizzata. L'esperienza maturata con il 307 Stratoliner, il primo aereo commerciale pressurizzato, portò prima al disegno del model 332 del marzo 1938, una versione pressurizzata del B-17 e con motori radiali Pratt & Whitney R-2180. I motori radiali Pratt & Whitney vennero sostituiti nel model 333A, il progetto successivo, disegnato a fine 1938 per utilizzare quattro Allison V-1710 a dodici cilindri raffreddati ad acqua, installati in tandem e in grado di erogare 1150 hp. Nel febbraio 1939 l'ufficio progetti della Boeing tornò ai motori radiali con il model 333B.

### Il model 334

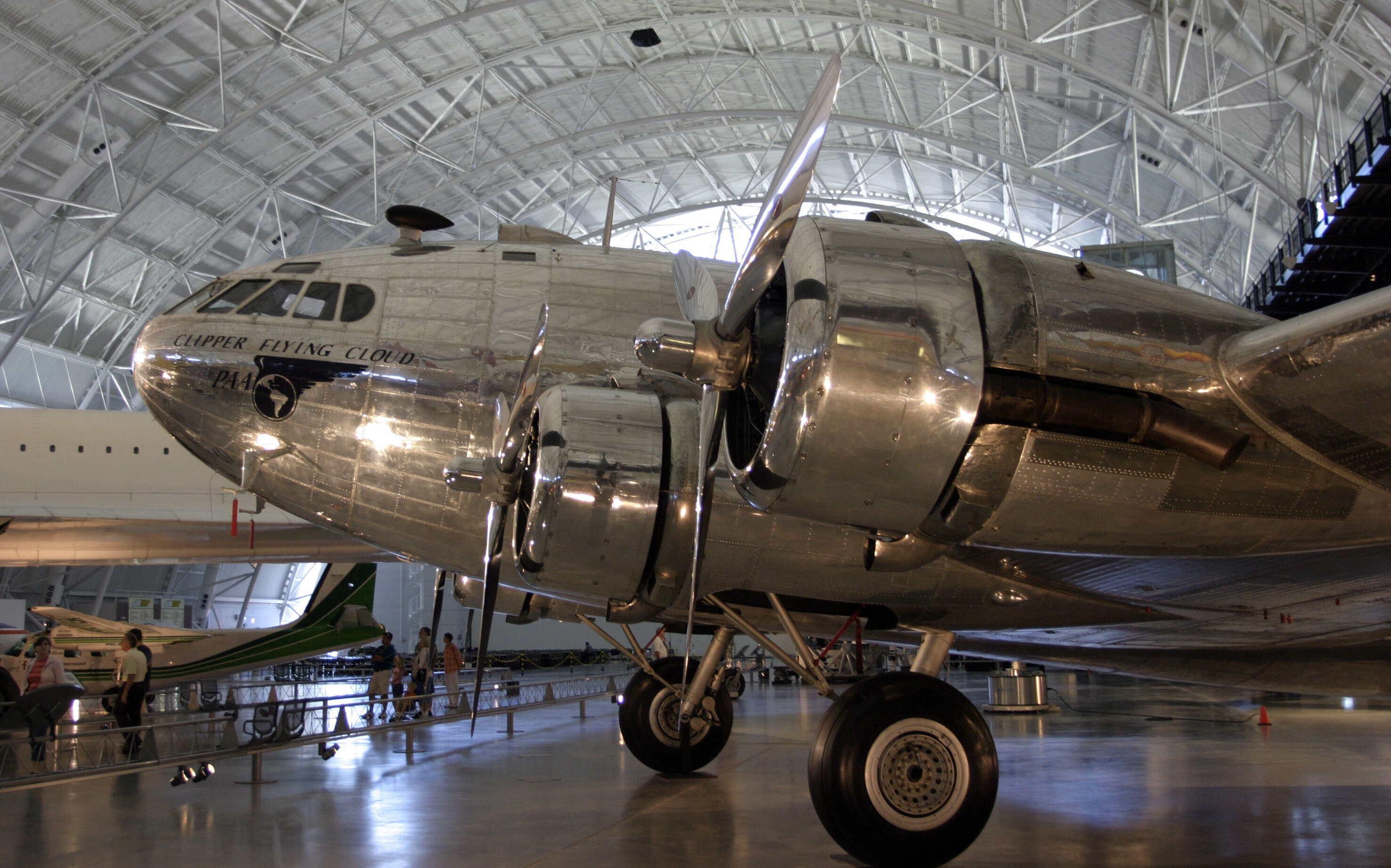
Il Boeing 307 Stratoliner, il primo aereo commerciale prodotto con cabina pressurizzata e la cui tecnologia fu poi impiegata nel B-29

Nel marzo 1939 venne proposto alla forza aerea un nuovo sviluppo, il model 334. Il grande aereo, in pratica un derivato del Boeing B-17 Flying Fortress, pressurizzato e con carrello d'atterraggio triciclo, adottava i nuovi motori Wright R-3350 Cyclone da 2100 CV con turbocompressore General Electric B-11. L'ala aveva un'apertura di 120 piedi (37 metri), sufficientemente grande da ospitare carburante per un'autonomia di 4.500 miglia (8.300 km), e un impennaggio bideriva. Una nuova revisione del progetto portò nel luglio 1939 al model 334A, di fatto il capostipite della famiglia dei B-29. Il prototipo non aveva più l'impennaggio gemellato, ma utilizzava un unico grande timone verticale. L'ala era stata ulteriormente allungata a 135 piedi (41 metri) e i motori scelti erano i Wright R-3350. L'aereo fu presentato all'USAAC e malgrado questa non avesse all'epoca risorse per finanziare ulteriori studi sul progetto, la Boeing continuò lo sviluppo a suo rischio e con propri fondi. Un simulacro a grandezza naturale del prototipo fu pronto per il dicembre 1939.

### Il model 341
Nello stesso dicembre 1939 il generale Arnold fu autorizzato a emettere un requisito per un velivolo più grande del B-17 e del B-24, un cosiddetto Very Long-Range (VLR) bomber in grado di trasportare 20 000 libbre (9 070 kg) di bombe fino a un obiettivo distante 2 667 miglia (4 290 km) alla velocità di 400 miglia orarie (640 km/h). Basandosi sugli studi già portati avanti autonomamente la Boeing inizialmente valutò di aggiudicarsi la fornitura e sviluppò il model 341, ulteriore evoluzione del mod. 334 che differiva dalla precedente in quanto ancor più grande e dotato di nuovi profili alari.

### Il model 345
L'USAAC comunicò formalmente le specifiche per il nuovo aereo il 29 gennaio 1940 e invitò per la fornitura la Boeing, la Consolidated Aircraft Corporation, la Lockheed e la Douglas Aircraft Company. Il nuovo bombardiere doveva trasportare 16 000 libbre (7 250 kg) di bombe per 5 333 miglia (8 600 km) a una velocità media di 400 miglia orarie (644 km/h), garantendo un minimo di comfort a bordo per chi avesse dovuto viaggiare, viste le circostanze, per dodici/quattordici ore di fila. La Boeing rispose proponendo il model 345 l'11 maggio 1940, in competizione con un progetto Consolidated, il cui model 33 più tardi divenne il B-32 Dominator, con la Lockheed che presentò il Lockheed XB-30, e la Douglas Aircraft Company che presentò il Douglas XB-31.
Il model 345 era l'ulteriore evoluzione del model 341 e differiva dal predecessore per un nuovo carrello di atterraggio, con ruote doppie e gambe che si ritraevano nelle gondole motore e non nell'ala, e per l'adozione di torrette difensive telecomandate, in pratica le caratteristiche principali del futuro B-29.
Il rischio tecnico e industriale era altissimo: il solo prototipo sarebbe costato molto più di quanto poteva essere stanziato e la produzione in serie avrebbe potenzialmente portato molte delle risorse disponibili al collasso; il tutto senza contare lo sforzo tecnico e ingegneristico che all'epoca del progetto (1940) consisteva in una vera e propria sfida. La Douglas e la Lockheed abbandonarono presto la competizione e la Boeing il 24 agosto 1940 ricevette un ordine per due prototipi volanti, a cui venne assegnata la designazione XB-29, e una cellula per i collaudi statici. L'ordine venne modificato il 14 dicembre con l'aggiunta di un terzo esemplare volante. La Consolidated continuò a lavorare sul suo Modello 33, che fu tenuto in considerazione dall'Air Corps come riserva in caso di problemi con il progetto Boeing. Nel maggio 1941 venne assegnato alla Boeing un ordine iniziale per la produzione di 14 aerei di preserie e 250 bombardieri di produzione.

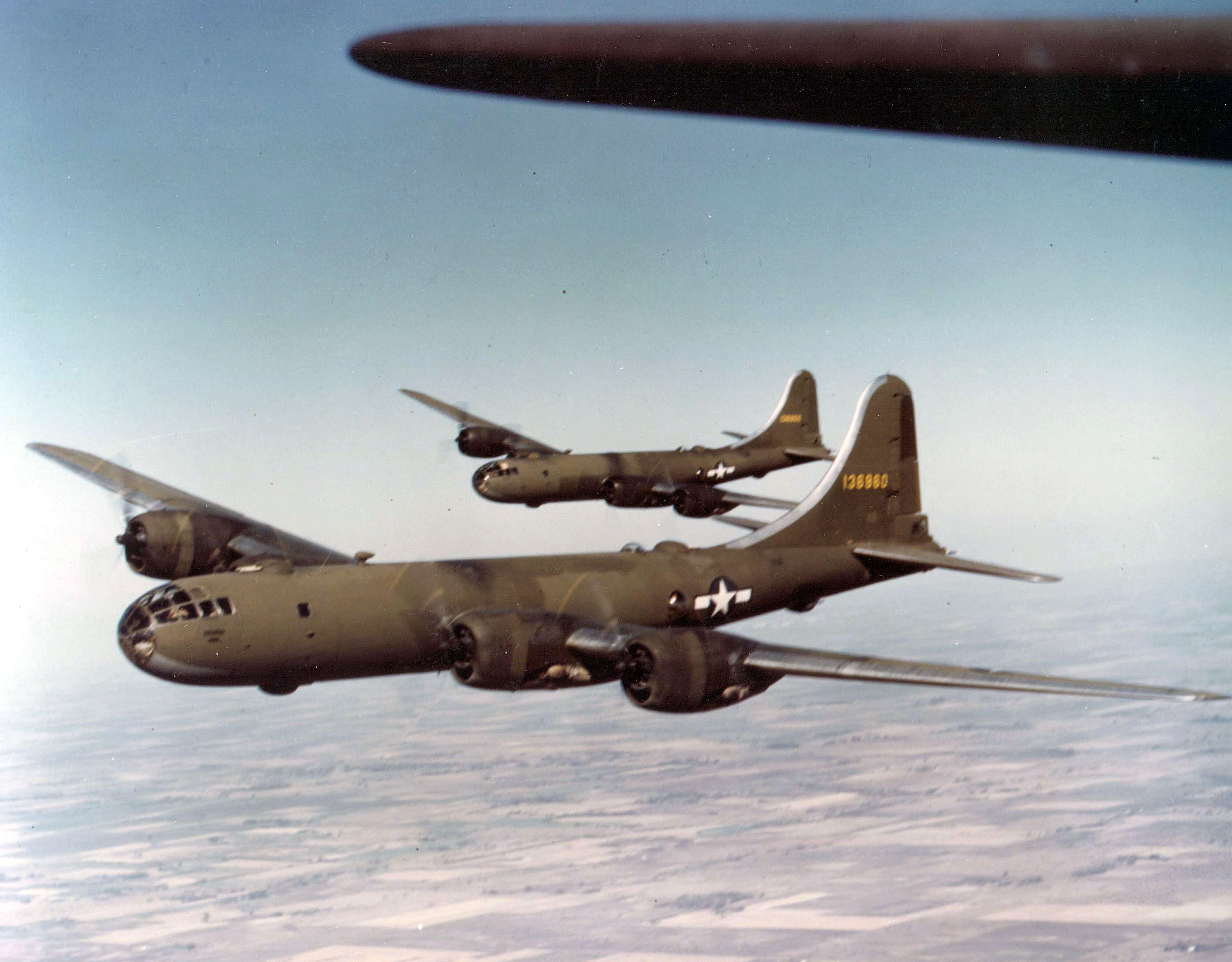
Superfortress YB-29 in volo

I necessari stanziamenti arrivarono con l'entrata in guerra degli USA a seguito dell'attacco di Pearl Harbor il 7 dicembre 1941: il programma ottenne 3 miliardi di dollari per lo sviluppo e altrettanti per la fabbricazione in serie. L'ordine fu incrementato a 500 aerei nel gennaio 1942 e poi a 1 500 bombardieri.
Il velivolo da combattimento che ne derivò, dopo un'evoluzione passata attraverso la struttura stessa del B-17 e attraverso alcune notevoli riprogettazioni con velocità stimate anche superiori ai 640 km/h, aveva il doppio del peso, dello spessore del rivestimento esterno, della potenza, dell'autonomia e del carico utile rispetto al predecessore, con costi unitari di un ordine di grandezza superiori rispetto a quelli del Fortress che già costava quanto una decina di Curtiss P-40: l'esborso di 639 188 dollari del 1942 per ogni aereo equivale a un prezzo unitario di quasi 10 milioni di dollari attuali (2015), il che fa del B-29 il sistema d'arma più costoso di tutto il secondo conflitto mondiale.

### Sviluppo
Il primo prototipo effettuò il suo volo inaugurale da Boeing Field di Seattle il 21 settembre 1942. A causa del progetto estremamente innovativo dell'aereo, la complessità dei requisiti richiesti e la grande pressione sulle linee di produzione, le fasi iniziali del progetto furono molto travagliate. Il secondo prototipo, diversamente dal primo che era disarmato, venne equipaggiato con un sistema di armamento difensivo della Sperry che adottava torrette comandate a distanza per i mitraglieri, per il cui puntamento venivano utilizzati dei periscopi. Il primo volo di questo secondo prototipo avvenne il 30 dicembre 1942 e venne interrotto a causa di un grave incendio a un motore. Il 18 febbraio 1943 lo stesso aereo precipitò durante il suo secondo volo di prova, in quanto un altro incendio ad un motore si propagò all'ala facendo precipitare l'aereo su una fabbrica posta ai margini della pista di atterraggio. Nell'incidente rimasero uccisi i 10 uomini di equipaggio e altre 20 persone a terra. Le modifiche agli aerei di produzione furono così frequenti e così veloci che all'inizio del 1944 i B-29 volavano dalle linee di produzione direttamente alle officine di modifica per essere sottoposti alle estese rilavorazioni necessarie per incorporare le ultime varianti progettuali. L'Air Force gestiva le officine di modifica lottando con l'ampiezza delle rilavorazioni richieste e la mancanza di hangar in grado di ospitare i B-29, il tutto combinato con il gelo che rallentava i lavori. La situazione era tale che alla fine del 1943, sebbene 100 aerei fossero stati consegnati dalle linee di produzione, soltanto il 15% era impiegabile. Questo stato di cose causò un intervento del generale Henry "Hap" Arnold che si occupò di risolvere il problema. Venne inviato del personale dalle linee di produzione delle fabbriche ai centri di modifica per accelerare le lavorazioni e avere un numero di aerei sufficiente a equipaggiare il primo gruppo da bombardamento in quella che fu chiamata "la battaglia del Kansas". 150 aerei furono modificati nelle sei settimane tre il 10 marzo e il 15 aprile 1944. Era passato quasi un anno prima di avere aerei in grado di operare in modo affidabile.

### La produzione di serie
Il processo di costruzione del B-29 era complesso. Erano interessati quattro stabilimenti principali per l'assemblaggio: due stabilimenti gestiti dalla Boeing a Renton nello stato di Washington e a Wichita in Kansas, uno stabilimento della Bell Aircraft Corporation a Marietta in Georgia ("Bell-Atlanta"), ed uno stabilimento della Martin a Omaha nel Nebraska ("Martin-Omaha"). Furono coinvolti nel progetto migliaia di subappaltatori.

## Tecnica

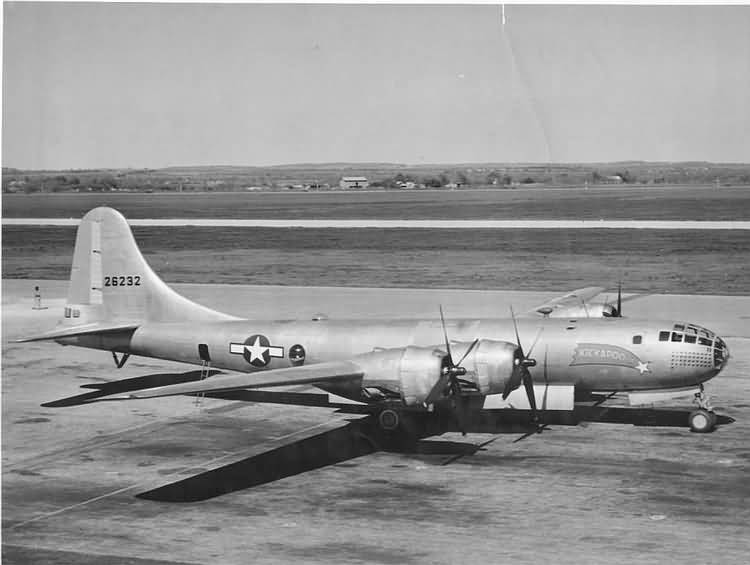
B-29 a terra

Il B-29 era un apparecchio da bombardamento pesante, con struttura monoplana e interamente metallica, con fusoliera a sezione cilindrica costante per circa il 70% della lunghezza, concepito per le alte quote, quadrimotore e complessivamente convenzionale nelle forme, anche se realizzato con tecnologie all'avanguardia: impiantistica schermata, armi telecomandate, abitacolo pressurizzato e un sistema elettrico e idraulico di complessità senza precedenti. La cellula rappresentava un'innovazione radicale rispetto alle tradizioni della Boeing, e comportò l'uso di nuove leghe metalliche e di nuove tecniche costruttive. Dove i B-17 avevano adottato una struttura in travi tubolari per le loro ali, una tecnica che risaliva al Monomail del 1930, la sottile ala del B-29 e i massicci flap che vi erano montati richiedevano una struttura completamente nuova che avrebbe indicato la strada ai futuri sviluppi dell'era dei jet. L'ala a bassa resistenza era rivoluzionaria per l'epoca e prese il nome di progetto 117. Il profilo alare utilizzato generava il doppio della portanza dell'ala del B-17. Il generale LeMay affermava che "È stata l'ala a fare l'aeroplano".

### Motori
| Versione | Modello dei motori | Potenza al decollo di ogni motore |
| -------- | ------------------ | --------------------------------- |
| XB-29    | Wright R-3350-13   | 2200 hp (1600 kW)                 |
| B-29     | Wright R-3350-23   | 2230 hp (1660 kW)                 |
| B-29A    | Wright R-3350-23   | 2230 hp (1660 kW)                 |
| XB-39    | Allison V-3420-11  | 3042 hp (2268 kW)                 |
| XB-44    | P&W R-4360-33      | 3042 hp (2268 kW)                 |
| B-50A    | P&W R-4360-35      | 3549 hp (2646 kW)                 |
| B-50D    | P&W R-4360-35      | 3549 hp (2646 kW)                 |

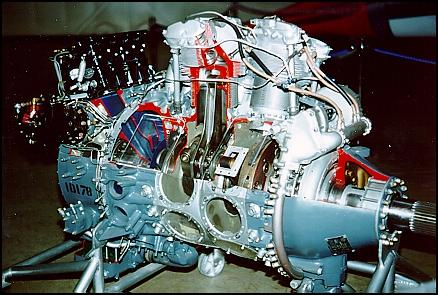
Il Wright R-3350

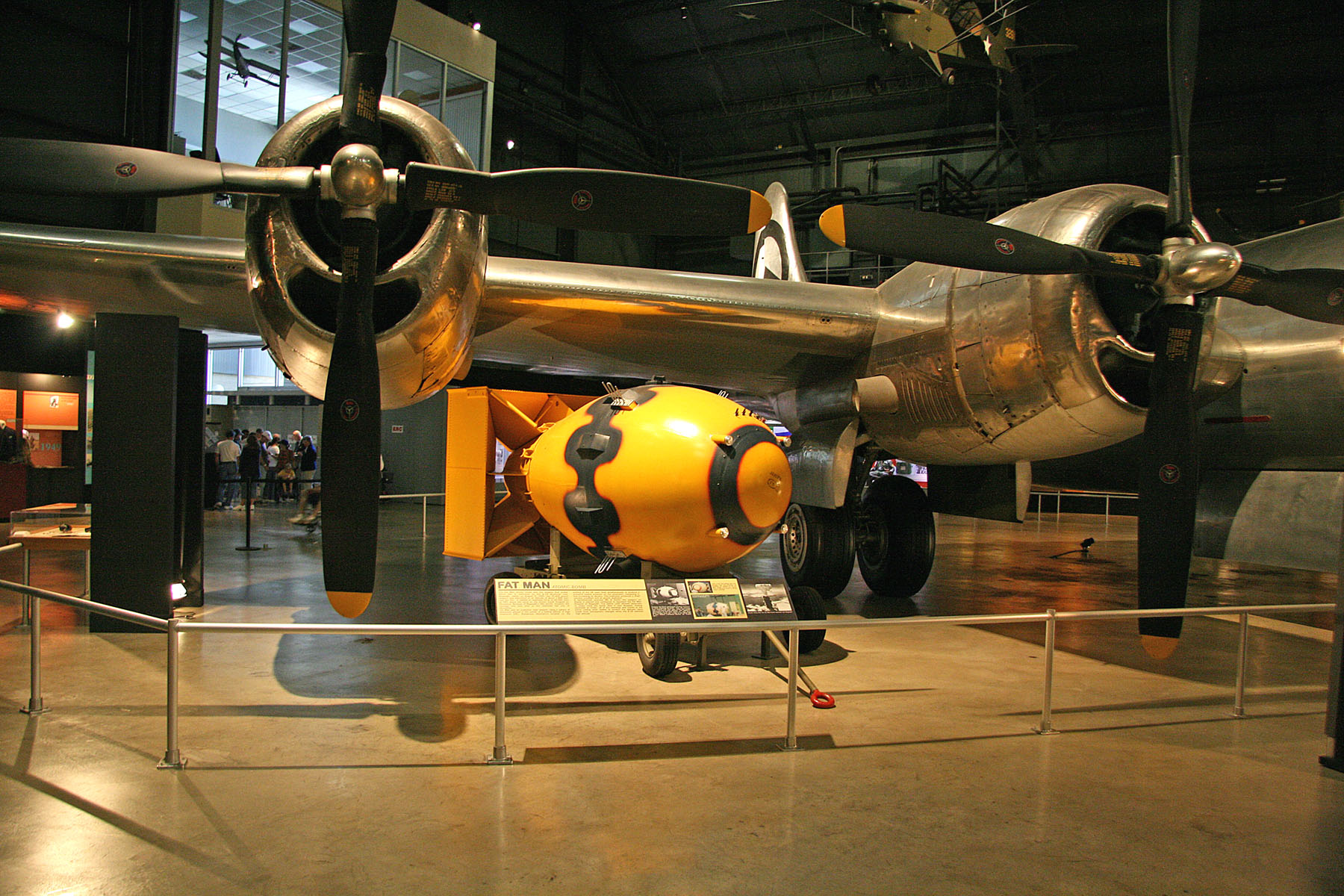
Primo piano delle gondole motori e delle eliche a quattro pale del B-29 Bockscar, utilizzato per il lancio della bomba atomica Fat Man su Nagasaki. Una riproduzione dell'ordigno è visibile sotto l'ala

A muovere il B-29 erano 4 motori Wright R-3350 raffreddati ad aria, con 18 cilindri in configurazione a doppia stella in tandem, con una cilindrata complessiva di 55 litri. Il propulsore era dotato di un serbatoio dell'olio autostagnante congruo con le proporzioni generali del gigante che sostenevano: 322 litri. Avevano una potenza al decollo di 2200 hp, ma un impianto a doppio turbocompressore della General Electric consentiva a 25000 piedi (7600 metri) di ristabilire una potenza di ben 2300 hp, in casi d'emergenza, sviluppando un cavallo di potenza motrice per ogni libbra di peso del motore. Il motore però divenne la causa più comune di incidenti gravi e quindi di preoccupazione per i manutentori. Nel tempo il Wright R-3350 divenne un "cavallo da tiro" affidabile, paragonato ad altri grandi motori a pistoni, ma i primi modelli erano afflitti da pericolosi problemi di affidabilità, perlopiù causati dalla fretta di impiegare il B-29 nel più breve tempo possibile nei teatri operativi. Il motore aveva un impressionante rapporto potenza-peso, ma questa prestazione era ottenuta a scapito della sua durata. A peggiorare la situazione, le coperture del motore furono progettate dalla Boeing troppo vicine alla meccanica, per privilegiare il miglioramento dell'aerodinamica. Il primo disegno dei flabelli motore utilizzati per il raffreddamento causava vibrazioni e pericolosi fenomeni di flutter nella posizione aperta nella maggior parte delle condizioni dell'inviluppo di volo. I 18 cilindri del motore radiale, disposti su due stelle compatte, una anteriore e una posteriore, mostravano una preoccupante tendenza della stella posteriore a surriscaldarsi a causa dell'insufficiente flusso d'aria refrigerante, conseguenza della scelte progettuali fatte sulle carenature.
Per mitigare l'inconveniente vennero introdotte alcune modifiche per migliorare il raffreddamento alle basse velocità e gli aerei vennero inviati in tutta fretta nel teatro del Pacifico nel 1944. La decisione non si rivelò saggia, in quanto le tattiche iniziali di impiego delle "Superfortezze", prevedevano di operare a carico massimo e da aeroporti con alte temperature a terra. In queste condizioni, i motori si surriscaldavano regolarmente, in particolare durante la salita dopo il decollo. Le valvole di scarico si dilatavano e la miscela aria-combustibile agiva come un cannello ossiacetilenico sui gambi delle valvole: quando questi si distruggevano, le valvole venivano aspirate nei cilindri e prendevano fuoco. L'incendio risultante, essendo nella parte posteriore del motore, non veniva spento dagli estintori di bordo e diveniva impossibile da controllare. Inoltre un componente ausiliario del motore realizzato con leghe ad alto contenuto di magnesio e installato nella parte posteriore prendeva frequentemente fuoco e produceva un calore talmente intenso da sviluppare una temperatura superiore al limite termico del rivestimento antifiamma del vano motore. In queste condizioni l'incendio si propagava ai longheroni delle ali in non più di 90 secondi, causando la rottura dell'ala con effetti catastrofici.
Oltre ad essere soggetti agli incendi per vari problemi strutturali e di raffreddamento, i motori Wright R-3350 erano in verità insufficienti per la mole della macchina: 8.800 cavalli non bastavano per le 60 tonnellate lorde del Superfortress e la carriera operativa svolta nel caldo torrido delle latitudini tropicali non poteva che peggiorare gli sforzi. L'R-3350 avrebbe avuto bisogno di diversi anni di messa a punto, oltre a quelli che furono concessi; entrò in servizio ancora non completamente a punto, diventando l'incubo dei meccanici e una preoccupazione per i piloti, in particolare quando si trattava di decollare a pieno carico da una corta pista in corallo triturato.
Il problema non venne risolto fino a che non vennero adottati i più potenti Pratt & Whitney R-4360 "Wasp Major" con il programma B-29D/B-50, che però arrivò troppo tardi per la seconda guerra mondiale. Come soluzione provvisoria vennero poste delle appendici sulle pale delle eliche per deviare una quantità maggiore di aria refrigerante nelle aperture di raffreddamento dei motori. Le aperture vennero anche dotate di deflettori per indirizzare un flusso d'aria specifico sulle valvole di scarico dei motori. Venne aumentata la quantità di olio per le valvole e furono introdotte delle guarnizioni di asbesto al motore per prevenire le perdite d'olio. I velivoli vennero sottoposti a ispezioni prevolo molto accurate, in cui si controllava l'eventuale presenza di valvole motore fuori posto. I cinque cilindri più in alto vennero sostituiti più frequentemente (ogni 25 ore di funzionamento del motore) e l'intero motore veniva sostituito ogni 75 ore di funzionamento.
I piloti, compresi quelli dei giorni nostri ai comandi del Fifi della Commemorative Air Force (uno degli ultimi due B-29 tuttora in grado di volare; l'altro è Doc), descrivono il volo dopo il decollo come una lotta disperata per guadagnare velocità, mentre in altri velivoli generalmente il volo dopo il decollo è uno sforzo per raggiungere la quota desiderata. I motori radiali necessitano di un adeguato flusso d'aria per il raffreddamento e il non riuscire a raggiungere in tempo un'adeguata velocità potrebbe avere come effetto dei guasti ai motori e rischio di incendio.

### Armamento difensivo

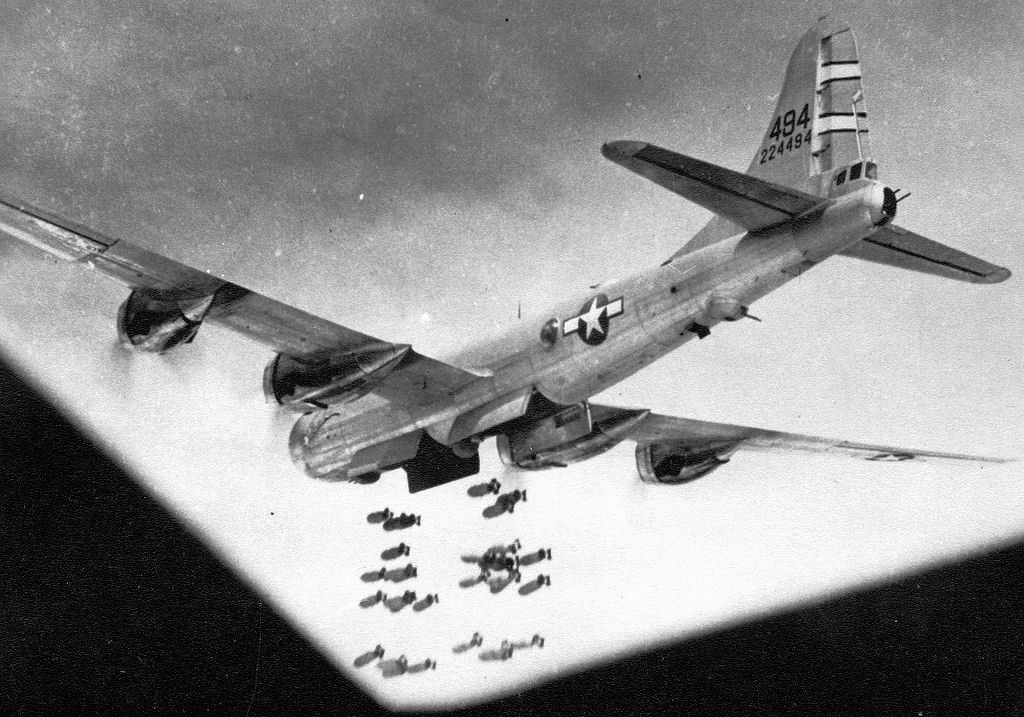
Vista posteriore di un B-29. Sono riconoscibili le torrette posteriori e i due vani bombe, anteriore e posteriore, aperti.

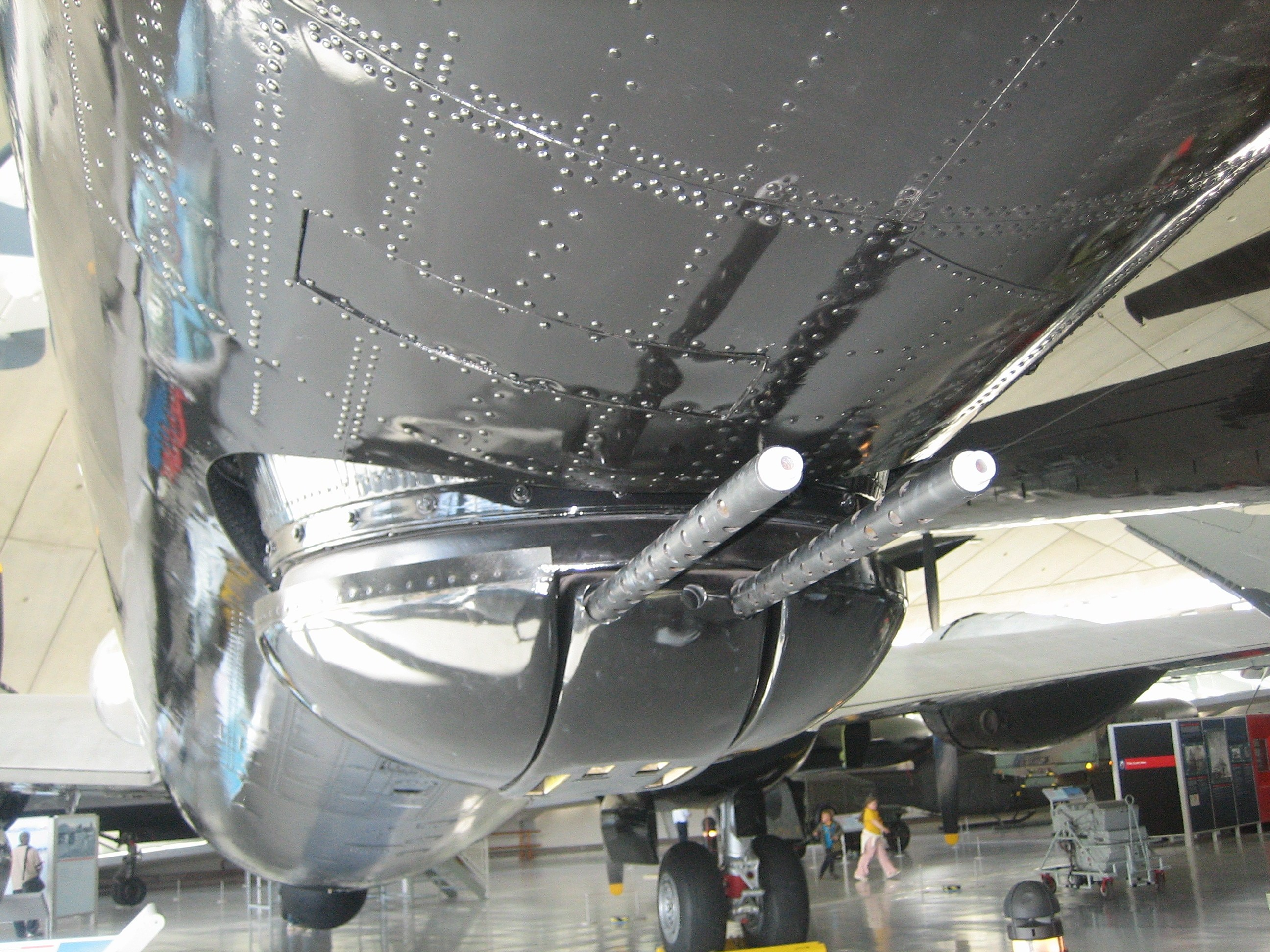
Torretta ventrale armata con due mitragliatrici M2 calibro 50 e comandata a distanza.

Il B-29 era in grado di volare fino a una quota di 40.000 piedi (12.200 m) a velocità fino a 350 nodi (650 km/h). Queste prestazioni rappresentavano la sua migliore difesa in quanto i caccia giapponesi del tempo potevano a malapena raggiungere quote simili e pochi potevano avvicinarsi ai B-29, qualora fossero rimasti in attesa alla quota giusta. Solo le armi antiaeree più pesanti potevano colpirli e poiché per tutta la durata della seconda guerra mondiale le forze dell'asse non avevano artiglieria con spoletta di prossimità, colpire o danneggiare questi bombardieri da terra era quasi impossibile.
Per il B-29 venne progettato il rivoluzionario Central Fire Control System - CFCS (sistema centralizzato per il controllo di fuoco). Sull'aereo erano presenti quattro torrette comandate a distanza, ognuna armata con due mitragliatrici cal .50" (12,7 mm) M2. Le armi erano controllate da quattro mitraglieri che si aiutavano con quattro computer analogici della General Electric. Ogni mitragliere, ad eccezione di quello di coda, poteva controllare più di una postazione difensiva contemporaneamente. Uno dei mitraglieri trovava posto al di sopra del Sistema di puntamento Norden nel naso e gli altri tre erano sistemati in compartimenti pressurizzati nella parte posteriore della fusoliera che aveva dei finestrini a bolla. Il mitragliere della postazione posteriore superiore era detto "Central Fire Control gunner"; il suo incarico era quello di coordinare l'operato degli altri tre addetti alle armi evitando confusione nel corso della battaglia. I sistemi CFCS avevano dei computer analogici altamente avanzati per l'epoca, in grado di compensare il tiro tenendo conto della velocità del B-29, della velocità e del peso del bersaglio, della forza di gravità, della temperatura e dell'umidità. Grazie a questo ausilio il tiro utile delle mitragliatrici calibro .50 del B-29 aveva un raggio effettivo di 1.000 yd (914 m), il doppio del raggio di tiro utile delle mitragliatrici puntate a mano sui B-17 Flying Fortress. Il mitragliere di coda poteva controllare solo le sue armi (due mitragliatrici calibro .50 nei primi esemplari di produzione, un cannone da 20 mm M2 successivamente) e la torretta inferiore posteriore. Dopo la seconda guerra mondiale le torrette di coda furono dotate del proprio radar APG-15 di puntamento.
All'inizio del 1945, con il cambio nella modalità di impiego da quello di bombardiere diurno da alta quota a bombardiere notturno a bassa quota, secondo resoconti il generale LeMay ordinò la rimozione della maggior parte dell'armamento difensivo e dei sistemi di puntamento da remoto dai suoi B-29 di modo che potessero imbarcare una maggiore quantità di carburante e bombe. Come effetto di queste richieste, la Bell Marietta (BM) produsse una serie di 311 B-29B senza sistemi di mira e torrette, armate con la sola torretta di coda, in cui trovavano posto due mitragliatrici Browning calibro .50 e un cannone M2, più il radar di puntamento APG-15. Questo armamento venne subito modificato in tre mitragliatrici M2. Questa versione era dotata inoltre di un radar APQ-7 "Eagle" migliorato per il puntamento per le operazioni di bombardamento anche in condizioni di cattivo tempo, installato nella parte inferiore della fusoliera e coperto da un radome a profilo aerodinamico. La maggior parte di questi aerei venne assegnata al 315th Bomb Wing, con base Northwest Field, nell'isola di Guam.

### La cabina pressurizzata

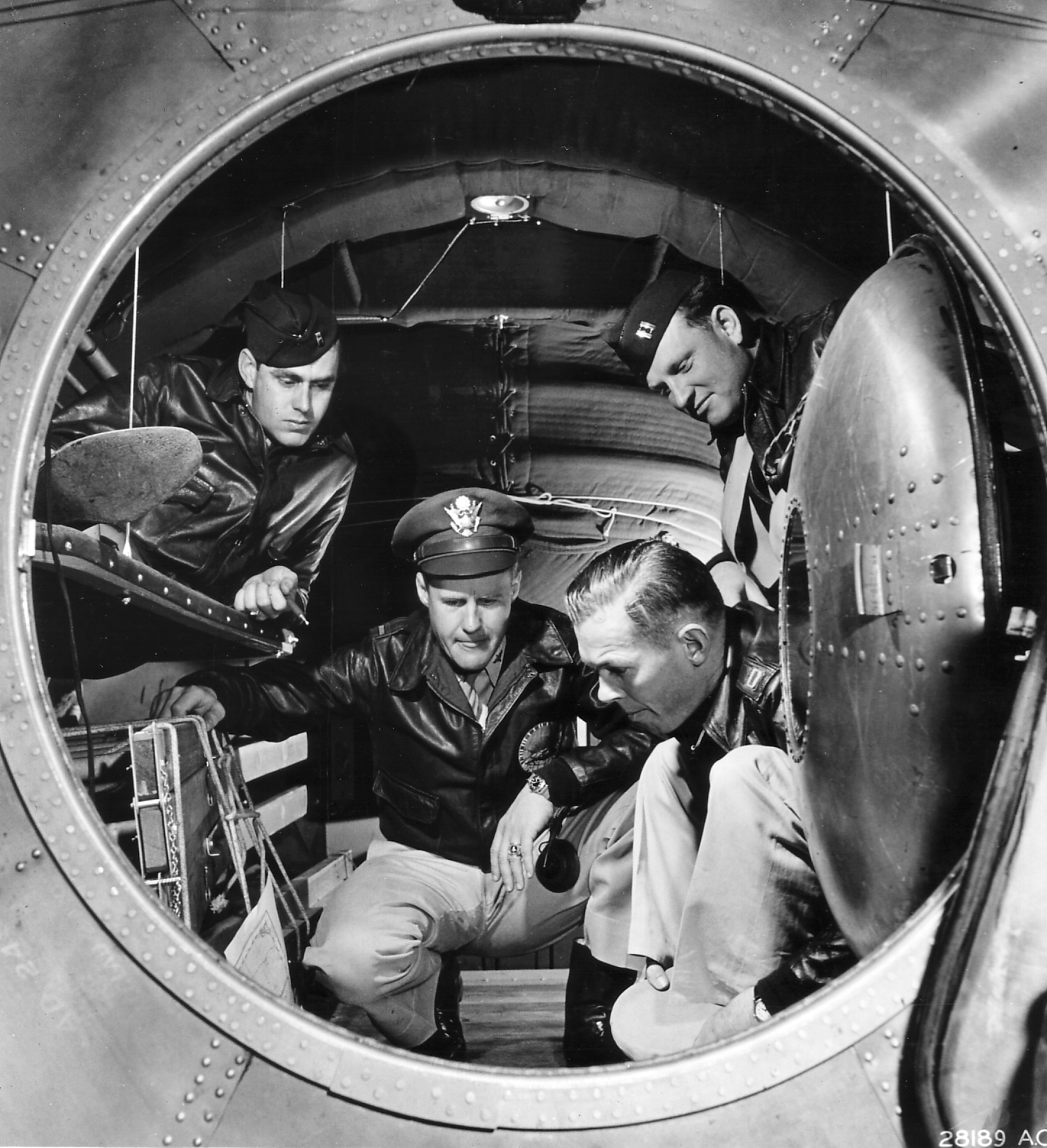
Foto dell'interno della cabina posteriore pressurizzata del B-29, giugno 1944

Per la prima volta in un bombardiere l'equipaggio poté godere del comfort di una completa pressurizzazione. Il sistema di pressurizzazione del B-29 fu sviluppato dalla Garrett AiResearch e si trattò del primo mai costruito per un bombardiere alleato prodotto in serie. La Boeing aveva in precedenza costruito il 307 Stratoliner, il primo aereo di linea commerciale con cabina completamente pressurizzata che fu prodotto soltanto in dieci esemplari. A differenza di aerei della stessa epoca, come il Junkers Ju 86P, a cui la cabina pressurizzata fu aggiunta in un secondo momento, il B-29 fu progettato dall'inizio con un sistema di pressurizzazione. La parte anteriore e il cockpit erano pressurizzati, così come la parte posteriore. I progettisti dovettero prendere la decisione se lasciare il vano bombe non pressurizzato, o mettere in pressione tutta la fusoliera, il che avrebbe creato la necessità di depressurizzare l'aereo ogni volta prima del lancio delle bombe: fu deciso di progettare un lungo tunnel al di sopra dei due vani bombe, di modo che i membri dell'equipaggio potessero spostarsi dalla parte anteriore alla posteriore, entrambe pressurizzate come il tunnel. Il vano bombe rimase a pressione ambiente.

## Impiego operativo

### Seconda guerra mondiale

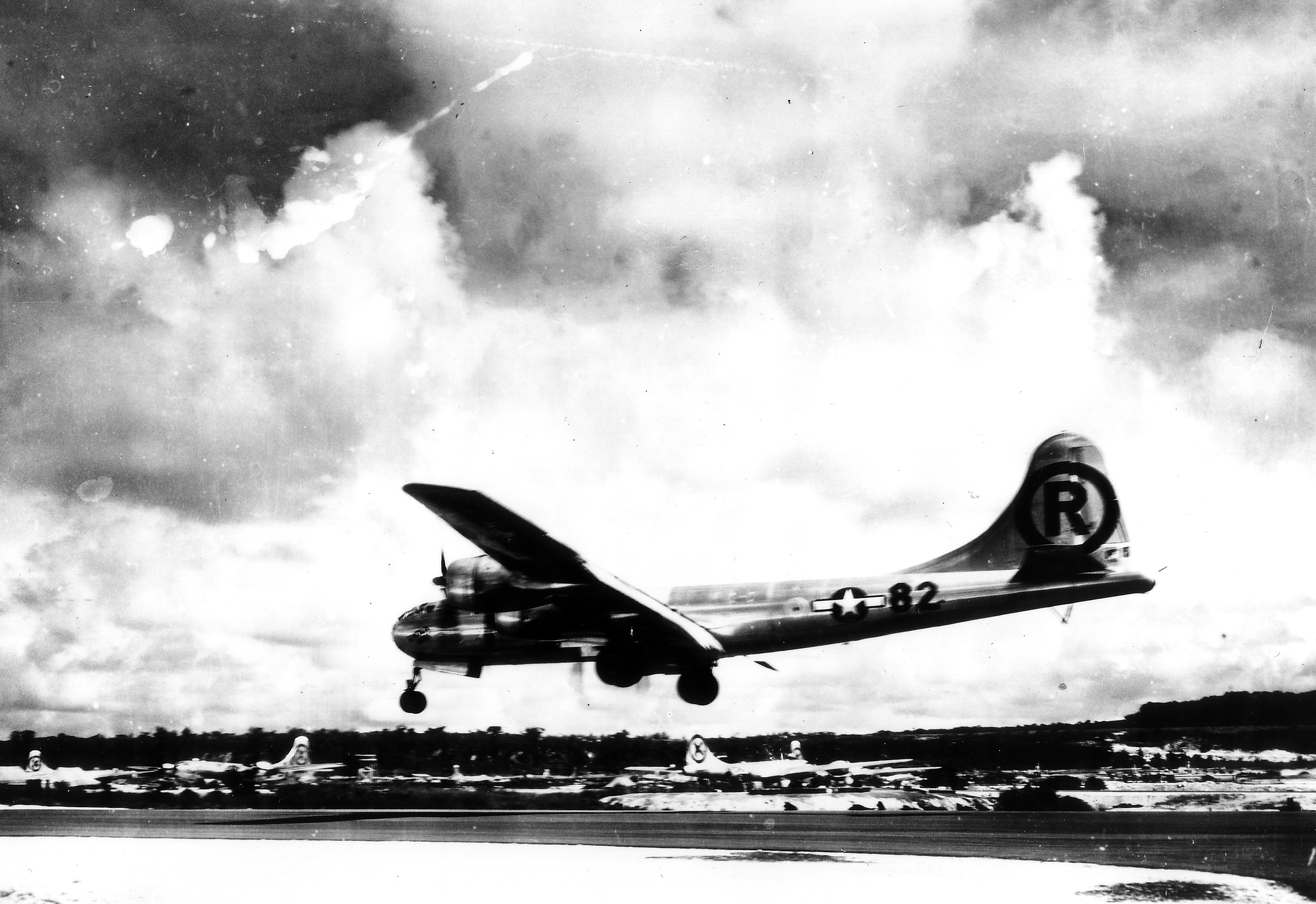
Enola Gay, uno dei B-29 in versione modificata per il programma Silverplate, mentre atterra dopo aver sganciato Little Boy su Hiroshima

Il piano iniziale di impiego, implementato secondo le direttive del presidente USA Franklin D. Roosevelt, conseguenti a promesse fatte alla Cina e chiamate Operazione Matterhorn, era di utilizzare i B-29 per attaccare il Giappone e altri obiettivi in base alle necessità, partendo da quattro basi avanzate nello Guangxi, la regione meridionale della Cina e cinque aeroporti, da utilizzare come basi principali, in India, nella regione dell'attuale Bangladesh. La regione dello Chengdu fu alla fine preferita a quella del Guilin per evitare di dover addestrare 50 divisioni cinesi a protezione delle basi contro gli attacchi terrestri giapponesi.
Questo progetto era estremamente costoso, in quanto non esistevano collegamenti terrestri tra India e Cina e tutti i materiali necessari al funzionamento delle basi avanzate dovevano essere trasportati per via aerea scavalcando l'Himalaya attraverso aerei da trasporto, o con gli stessi B-29, impiegando alcuni esemplari ai quali venivano tolte le protezioni e le armi per trasformarli in aerei per il trasporto di carburante. I B-29 iniziarono ad arrivare in India all'inizio dell'aprile 1944. Il primo volo di trasferimento di B-29 verso gli aeroporti in Cina al di sopra dell'Himalaya, scavalcando la cosiddetta The Hump (la gobba), ebbe luogo il 24 aprile 1944. La prima missione di combattimento dei B-29 venne lanciata il 5 giugno 1944: 77 dei 98 B-29 partirono dalle basi in India e vennero inviati a bombardare le officine ferroviarie di Bangkok in Thailandia. Cinque B-29 vennero persi per cause tecniche.

#### Le basi avanzate in Cina

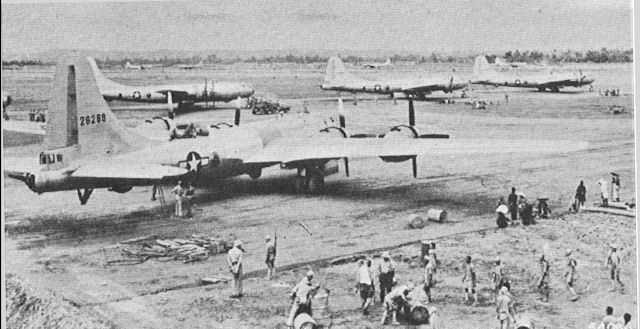
B-29 fotografati prima della partenza per il bombardamento di Yawata del 15-16 giugno 1944.

Il 15 giugno 1944, 68 B-29 decollarono dalle basi nel Chengdu in Cina e 47 velivoli raggiunsero e bombardarono le acciaierie imperiali di Yawata in Giappone. Si trattò del primo bombardamento sulle isole giapponesi dal raid di Doolittle dell'aprile 1942. In questa missione ci furono le prime perdite in combattimento di B-29, con uno degli aerei distrutto al suolo dai caccia giapponesi dopo un atterraggio di emergenza in Cina, uno perso a causa del fuoco antiaereo su Yawata, e un altro aereo, lo Stockett's Rocket (dal nome del capitano Marvin M. Stockett, il comandante dell'aereo) scomparso dopo il decollo da Chakulia in India. Il raid causò scarsi danni all'obiettivo, con solo una bomba che colpì le installazioni e praticamente esaurì le riserve di carburante delle basi del Chengdu, causando un rallentamento delle operazioni fino a che le scorte non furono ricostituite.
Contro i B-29 venne anche adottata dai giapponesi la tattica di lanciarsi intenzionalmente con aerei da caccia contro i bombardieri cercando la collisione. Il primo esempio di questa tecnica fu registrato durante il raid del 20 agosto contro le acciaierie di Yawata. Il sergente Shigeo Nobe del 4º Sentai volò intenzionalmente con il suo Kawasaki Ki-45 contro un B-29; i rottami proiettati dall'esplosione, danneggiarono gravemente anche un altro B-29 che precipitò. Le due perdite statunitensi furono il B-29 matricola B-29-10-BW 42-6334 Gertrude C con comandante il colonnello Robert Clinksale e il B-29 matricola B-29-15-BW 42-6368 Calamity Sue con comandante il capitano Ornell Stauffer, entrambi del 486th BG. Molti di questi velivoli furono distrutti in questo tipo di attacchi nei mesi successivi. Sebbene il termine "Kamikaze" venga utilizzato per identificare questo tipo di attacchi, la parola non è utilizzata dalla storiografia giapponese che distingue tra attacchi suicidi alle navi e combattimenti aerei di questo tipo, non necessariamente suicidi.
I B-29 vennero ritirati dagli aeroporti in Cina verso la fine del gennaio 1945. Nel periodo di impiego di questi aerei con partenza da Cina e India, vennero condotte missioni contro molti obiettivi in tutto il sud est asiatico, ma fu deciso il trasferimento graduale dell'intera flotta verso le nuove basi nelle isole Marianne. L'ultima missione con partenza dall'India, venne lanciata il 29 marzo 1945.

#### Le nuove basi alle Isole Marianne

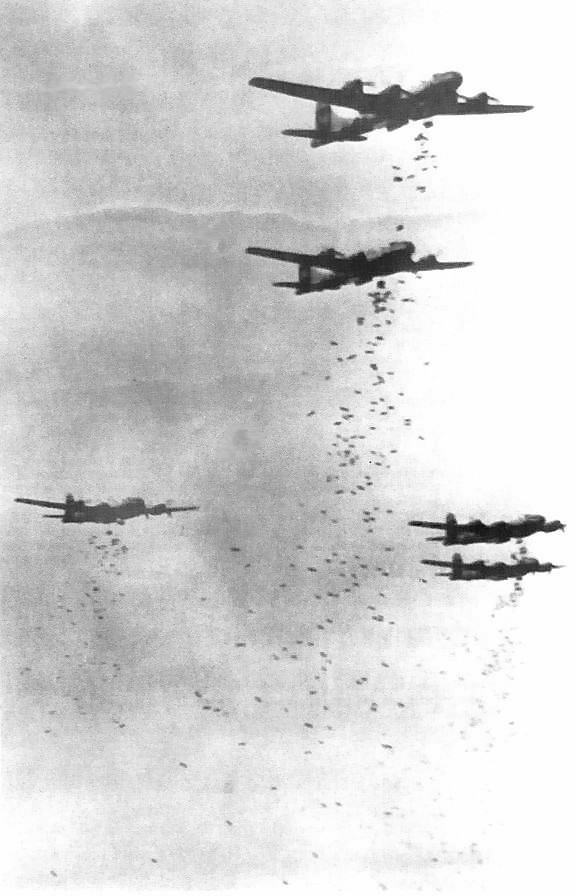
Un'incursione di B-29 sulle città giapponesi

Oltre ai problemi logistici associati con le operazioni con partenza dalla Cina, i B-29 potevano raggiungere solo una limitata parte del Giappone partendo da quelle basi. La soluzione a questo problema fu la conquista delle Isole Marianne che avrebbe portato obiettivi come Tokyo, distante 2400 km, nel raggio delle "superfortezze". Fu quindi deciso nel dicembre 1943 di conquistare le Marianne.
Saipan fu invasa dalle forze statunitensi il 15 giugno 1944, e malgrado un contrattacco navale giapponese che sfociò nella battaglia del Mare delle Filippine e gli aspri combattimenti a terra, l'isola fu resa sicura il 9 luglio. Seguirono la battaglia di Guam e la battaglia di Tinian, che portarono al possesso delle tre isole per il mese di agosto.
I lavori sulle isole iniziarono immediatamente con lo scopo di costruire aeroporti in grado di ospitare i B-29. Le operazioni iniziarono prima ancora della fine dei combattimenti sulle isole. Vennero costruiti in tutto cinque grandi aeroporti, di cui due sull'isola pianeggiante di Tinian, uno a Saipan e due a Guam. Ognuno era grande abbastanza per ospitare un bomb wing (stormo da bombardamento) costituito da quattro bomb group (gruppi da bombardamento), con un totale di 180 B-29 per aeroporto. Questa basi, che potevano essere rifornite per nave a differenza di quelle in Cina, non erano vulnerabili ad attacchi da terra da parte dell'esercito giapponese e divennero il punto di lancio di grandi attacchi aerei contro il Giappone condotti nell'ultimo anno di guerra. Il primo B-29 arrivò a Saipan il 12 ottobre 1944, prima ancora della ultimazione della base aerea e la prima missione di combattimento lanciata dalle basi delle Marianne partì il 28 ottobre 1944, costituita da 14 B-29 che attaccarono la base di sommergibili giapponesi dell'atollo di Truk. La prima missione contro il Giappone partita dalle basi delle Marianne si ebbe il 24 novembre 1944, con 111 B-29 mandati ad attaccare Tokyo. Da quella data, le missioni si intensificarono e vennero condotte con regolarità fino alla fine della guerra sotto il comando dell'energico generale Curtis LeMay. Gli attacchi devastarono quasi tutte le grandi città giapponesi, con l'eccezione di Kyoto e poche altre, e danneggiarono gravemente le industrie belliche giapponesi; particolarmente catastrofico fu il bombardamento di Tokyo della notte del 9/10 marzo 1945 condotto da 334 B-29 che innescò una tempesta di fuoco, provocando la morte di circa 100.000 civili. Sebbene meno nota, l'Operazione Starvation (fame) consistente in un programma di sgancio di mine antinave dagli aerei, eseguita dai B-29 contro le principali rotte navali e i porti giapponesi, compromise seriamente la capacità nipponica di proseguire le operazioni belliche.

#### Punto di svolta con i bombardamenti atomici
Sicuramente il più famoso B-29 è l'Enola Gay, che lanciò la bomba atomica "Little Boy" su Hiroshima il 6 agosto 1945. Bockscar, un altro B-29, sganciò "Fat Man" su Nagasaki tre giorni dopo. Queste due azioni, insieme con l'invasione sovietica della Manciuria del 9 agosto 1945, costrinsero il Giappone alla resa e alla fine ufficiale della seconda guerra mondiale. Entrambi gli aerei utilizzati per i bombardamenti nucleari, furono scelti e poi modificati a partire da velivoli assemblati nello stabilimento di Omaha, in quella che sarebbe diventata la Offutt Air Force Base.
Dopo la resa del Giappone, il V-J Day, i B-29 furono utilizzati per altri scopi. Un certo numero rifornì di viveri i prigionieri di guerra catturati dai giapponesi con cibo, medicinali e altri generi di prima necessità, sganciando con il paracadute carichi di razioni nei campi dove i giapponesi mantenevano i prigionieri ormai in condizioni che necessitavano interventi urgenti, ben prima della evacuazione.
Nel settembre 1945, venne completato un volo a lungo raggio per motivi propagandistici: i generali Barney M. Giles, Curtis LeMay e Emmett O'Donnell, Jr. pilotarono tre B-29 modificati dalla Chitose Air Base di Hokkaidō fino al Chicago Municipal Airport, proseguendo per Washington, il volo non-stop più lungo mai compiuto a quella data da aerei della Army Air Force e il primo volo senza scalo della storia tra Giappone e Stati Uniti d'America Due mesi più tardi, il colonnello Clarence S. Irvine effettuò ai comandi di un altro B-29 modificato, dal nome Pacusan Dreamboat, un altro volo da primato, che infranse il record mondiale di distanza, coprendo senza scalo la distanza tra Guam e Washington, D.C., per un totale di 12.740 km in 35 ore con un peso al decollo di 70.000 kg.

#### I B-29 in Europa

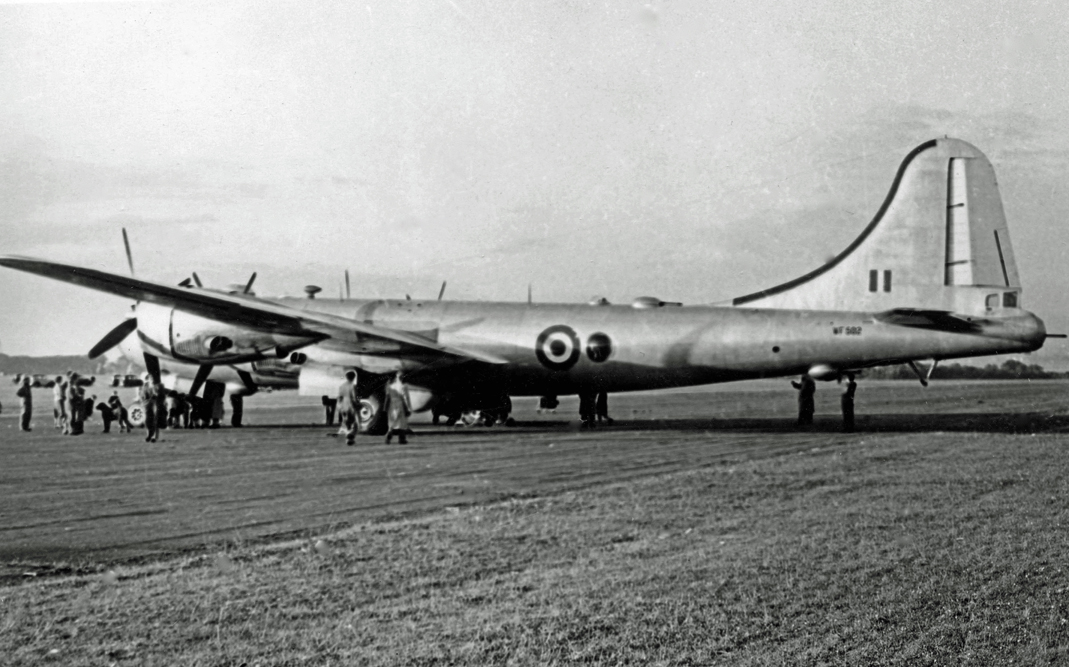
Royal Air Force Washington B.1 del No. 90 Squadron RAF di base a RAF Marham

Sebbene concepito per altri teatri e solo brevemente valutato in Inghilterra, il B-29 fu principalmente usato nella seconda guerra mondiale solo nel teatro del Pacifico. Il prototipo YB-29-BW 41-36393, dal nome Hobo Queen, fu visto fare scalo in diversi aeroporti britannici, si pensa per un'operazione di "disinformazione" dei tedeschi, con l'idea di far credere che la "superfortezza" sarebbe stata usata anche in Europa. Terminato un periodo di due settimane, l'aereo venne inviato in India per unirsi al 462nd Bomb Group.
Terminata la guerra, alcuni squadron del Bomber Command della Royal Air Force vennero equipaggiati con alcuni B-29 prestati dalle riserve dell'USAF. Quando in servizio con la RAF, gli aerei prendevano il nome di Washington B.1 e rimasero in servizio dal marzo 1950, fino a che l'ultimo non fu restituito all'inizio del 1954, venendo rimpiazzati dai primi bombardieri della serie "V-bomber" britannici.

#### Bilancio operativo

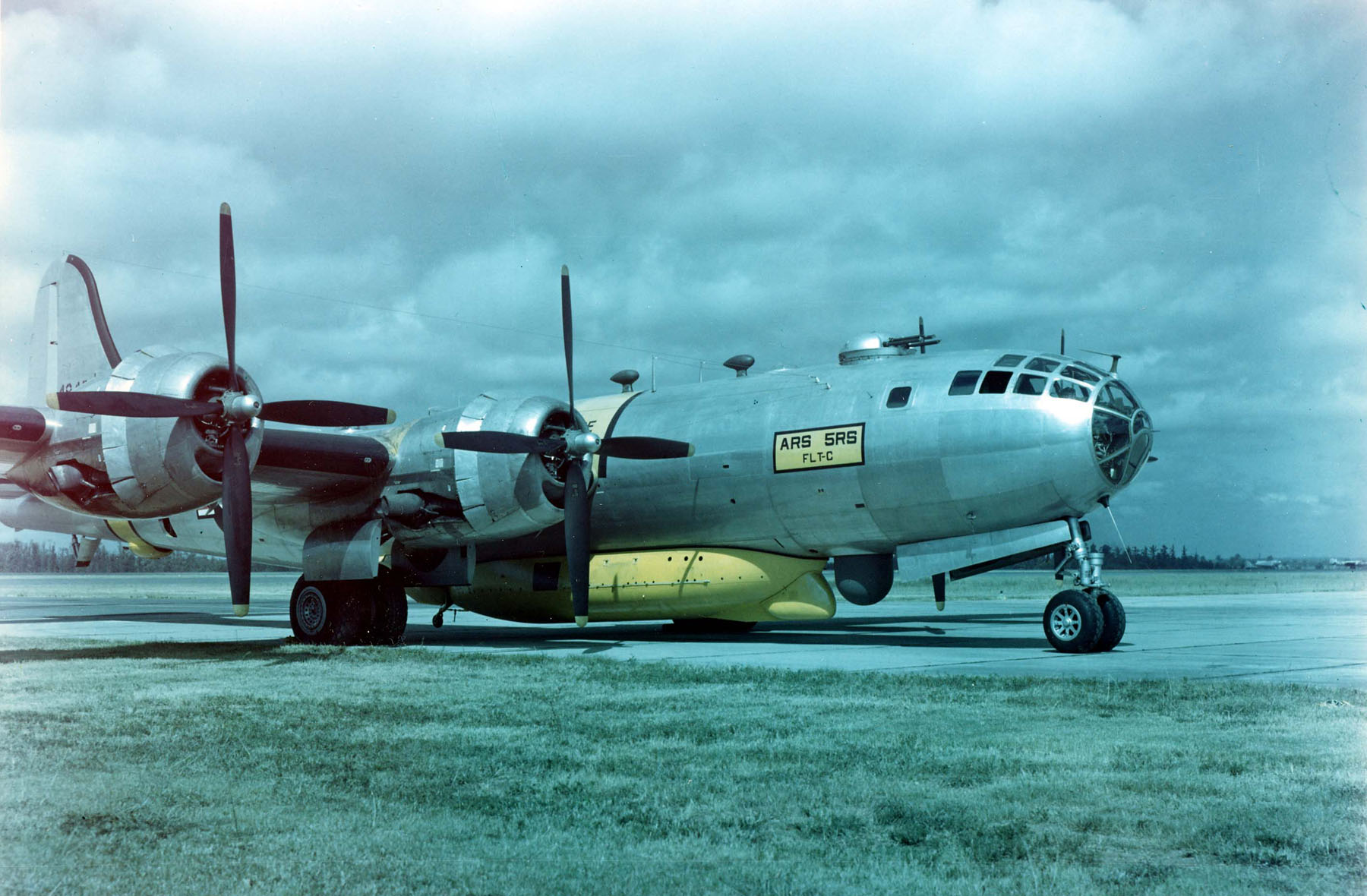
Un Boeing SB-29 impiegato per le missioni SAR

I bombardieri furono impiegati in 34.000 sortite con 5 tonnellate di bombe ciascuna, a conferma delle formidabili capacità di carico del bombardiere. Durante le azioni notturne, in cui gli aerei volavano a bassa quota senza quasi armi difensive e con equipaggio ridotto, era possibile caricare oltre 6 tonnellate di bombe al napalm M69, costituite da 38 submunizioni da 2,7 chili che si aprivano a circa 1.500 metri di quota.
Nonostante la fama di sostanziale invincibilità del B-29, la campagna si risolse con la perdita di circa 500 aeroplani, in maggior parte per incidenti, con oltre 3.000 vittime tra gli equipaggi – un prezzo abbastanza elevato per un apparecchio che fu prodotto in 3.970 esemplari.

### Guerra di Corea e servizio postbellico

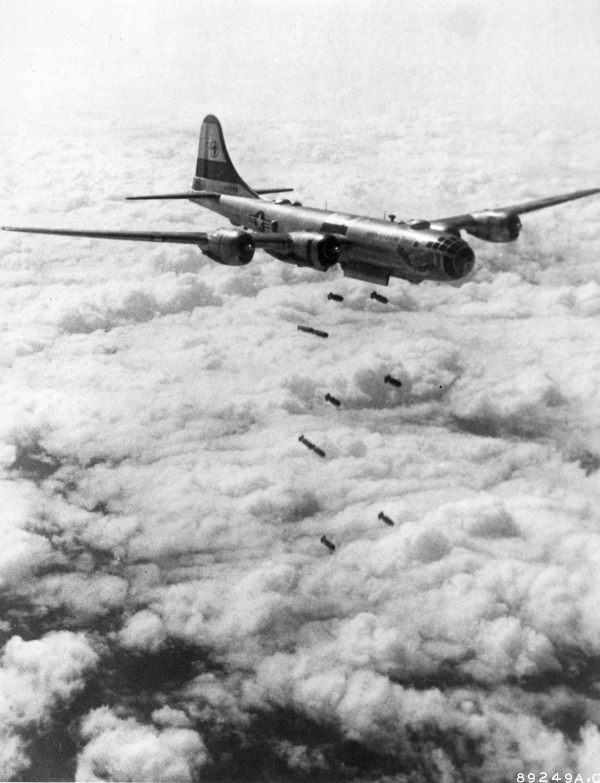
Un B-29 in azione in Corea del Nord, agosto 1951

Il B-29 fu impiegato nel periodo 1950-1953 nella guerra di Corea. All'inizio, il bombardiere fu utilizzato in missioni diurne di bombardamento strategico e le poche industrie e obiettivi strategici nord coreani furono rapidamente ridotte in macerie. Nel 1950, però apparvero i caccia a getto sovietici MiG-15 "Fagot", aerei specificamente progettati per abbattere i B-29, e dopo la perdita di 28 bombardieri, gli statunitensi cambiarono tecnica di impiego dei B-29, restringendo l'uso ai soli bombardamenti notturni e contro le linee di rifornimento. Nel corso della guerra, i B-29 effettuarono 20.000 sortite e sganciarono 180.000 tonnellate di bombe. Ai mitraglieri di B-29 furono accreditati 27 abbattimenti di aerei nemici. I B-29 lanciarono anche le bombe radio-controllate Razon e "Tarzon", in occasione di attacchi di precisione contro dighe e ponti principali, come quelli sul fiume Yalu.
Le "superfortezze" vennero presto rese obsolete dallo sviluppo dei caccia con motore a reazione. Con l'entrata in servizio del gigantesco Convair B-36, il B-29 venne riclassificato come bombardiere medio nella da poco costituita United States Air Force. La variante B-50 Superfortress, inizialmente designata B-29D, aveva prestazioni sufficientemente valide per coprire ruoli ausiliari come ricerca e soccorso, spionaggio elettronico e anche aerocisterna. Il B-50D fu rimpiazzato nei primi anni cinquanta dal Boeing B-47 Stratojet, a sua volta sostituito con il Boeing B-52 Stratofortress. Gli ultimi B-29 furono radiati dal servizio a metà degli anni sessanta dopo un totale di 3970 esemplari costruiti.

## Versioni
Come bombardiere il B-29 era sostanzialmente una macchina monoversione:

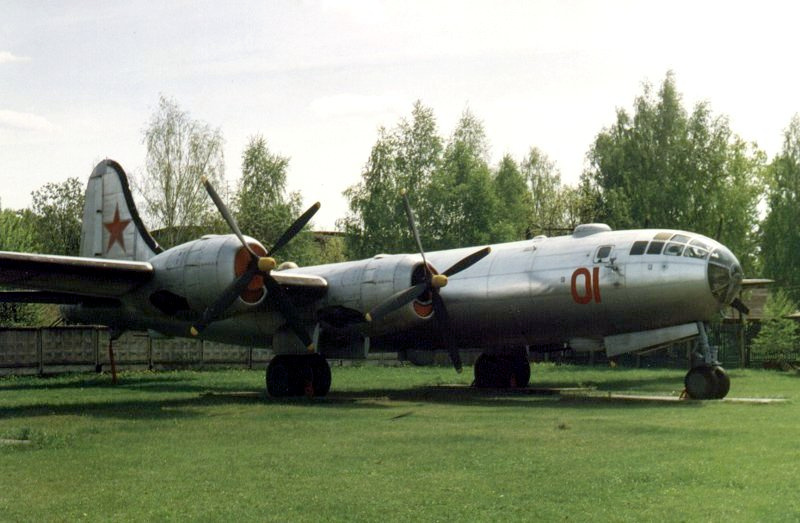
Il sovietico Tu-4

- B-29 (modello base): costruito in 2.500 esemplari progressivamente modificati e migliorati (come il raddoppio della mitragliatrice della torretta frontale).[16]
- B-29A: 1.100 esemplari migliorati nella struttura della zona centrale dell'ala.[16]
- B-29B: modello specifico, con 7-8 uomini di equipaggio, al quale è stata tolta ogni arma difensiva eccetto i mitragliatori caudali, per guadagnare spazio e velocità[16].
- SB-29 : modello modificato, adattato ed attrezzato per la ricerca ed il salvataggio in mare. Era usato dalla US Air Force e dalla Air-sea Reescue. Si può notare che nel ventre trasporta una A-3 lifeboat cioè una scialuppa di salvataggio paracadutabile.
- B-50: evoluzione dell'aereo con motori di potenza finalmente adeguata alla sua mole, oltre che varie altre migliorie.
- Tupolev Tu-4: copia sovietica del B-29, con alcune migliorie ai motori e all'armamento. Fu costruita con la tecnica del reverse engineering, in un clima già da guerra fredda, a partire da alcuni B-29 che avevano dovuto compiere atterraggi di emergenza in territorio controllato dai sovietici.
- Ilyushin Il-9: copia esatta costruita su licenza

Nel dopoguerra queste macchine vennero utilizzate in un'ampia gamma di compiti: aerocisterne, ricerca e soccorso, ricognitori, banchi di prova volanti.

## Utilizzatori
Regno Unito
- Royal Air Force
  - Bomber Command

 Stati Uniti
- United States Army Air Forces
- United States Air Force

## Programmi sperimentali

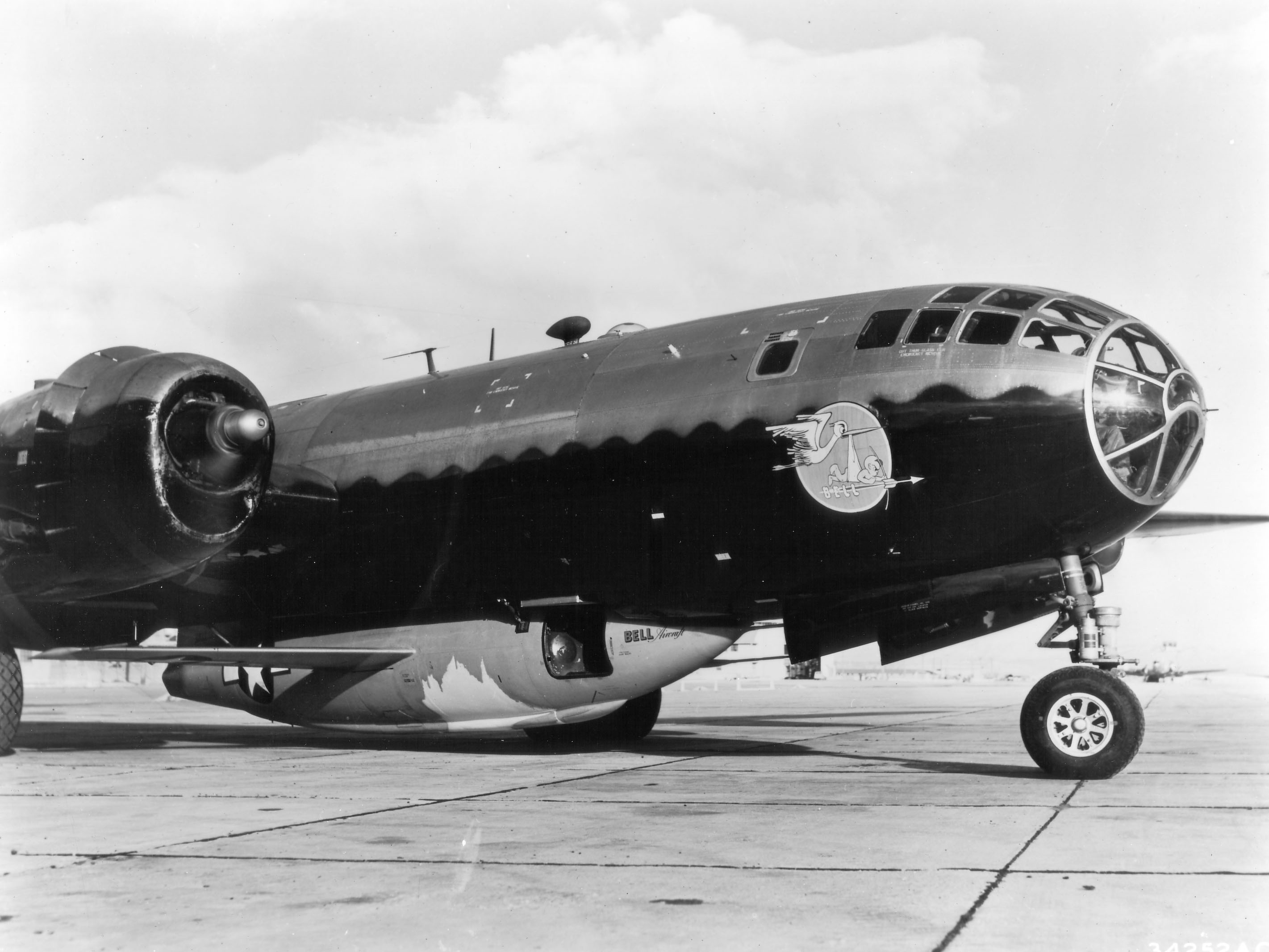
Un X-1 "caricato" nel vano bombe del B-29

I B-29 diedero luogo, con una serie di esperimenti, a un gran numero di innovazioni. Fu uno di loro che sganciò il Bell X-1 con a bordo Charles Elwood Yeager, quando questi superò il muro del suono; altri esemplari vennero usati per testare nuovi motori a getto, nel ruolo di aerocisterne o altri impieghi.
Oltre al programma sperimentale dell'X-1, i B-29 vennero utilizzati per le prove del caccia parassita McDonnell XF-85 Goblin, destinato ad essere imbarcato sui Convair B-36 e nel Progetto Tom-Tom.
Infine, i B-29 vennero usati persino come emittenti televisive volanti per il progetto Stratovision a cavallo tra i sessanta e i settanta, nell'ambito della guerra fredda.

## Esemplari attualmente esistenti
Ventisei B-29 sono conservati in vari musei nel mondo, insieme con sei fusoliere parziali, tre fusoliere accantonate, inoltre è nota la posizione di quattro ulteriori relitti. Solo due dei 26 aerei esposti in musei sono al di fuori degli Stati Uniti, uno è all'Imperial War Museum Duxford nel Regno Unito e l'altro è al KAI Aerospace Museum di Sachon nella Corea del Sud.
Esemplari degni di nota sono:
- "Fifi" di proprietà e tenuto in efficienza dalla Commemorative Air Force dal 1971 ha mantenuto per molti anni il titolo di unico B-29 in condizioni di volo. Il 5 agosto 2010, Fifi è tornato in volo per la prima volta dopo molti anni di fermo causati da un incidente ai motori accaduto durante un air-show.[60][61] "Fifi" rimase a terra per i costi connessi con la gestione dei problemi dei motori. In un comunicato stampa congiunto,[62] del 21 gennaio 2008, la Commemorative Air Force e il Cavanaugh Flight Museum, annunciarono un impegno per 1,2 milioni di dollari per fornire nuovi motori all'aereo.[63] I Wright R-3350-57AM sono stati sostituiti con una combinazione di motori costruiti appositamente costituita da motori R-3350-95W e R-3350-26WD.[64]
- B 29 "DOC": nel 1987, nel mezzo del deserto del Mojave, venne rinvenuto un B29s. Dopo 11 anni di trattative con la US Navy, un gruppo di volontari riuscì ad entrare in possesso dell'aereo. Solo nel 2016, dopo un lungo e costoso restauro, il B29 riprese a volare come museo volante.
- L'Enola Gay è esposto allo Steven F. Udvar-Hazy Center del National Air and Space Museum presso il Dulles International Airport in Virginia.
- Il Bockscar è esposto al National Museum of the United States Air Force presso la Wright-Patterson AFB di Dayton in Ohio. È stato portato in volo al museo il 26 settembre 1961.
- In fondo al lago Mead giace un esemplare quasi intatto precipitato il 21 luglio del 1948.

## Il B-29 nella cultura di massa
- In ambito videoludico, il B-29 compare nel videogioco Fallout: New Vegas.[65]
- In ambito musicale, il B-29 viene citato nella canzone Nuclear Attack del gruppo metal Sabaton.[66]
- L'abitacolo del Millennium Falcon nel film Star Wars è ispirato a quello del B-29.
- Il film L'ultimo viaggio dell'arca di Noè (The Last Flight of Noah's Ark) del 1980, diretto da Charles Jarrott, ha per protagonista il pilota di un B-29.

### Testi di riferimento
- Besostri, Elio (a cura di), Take Off - L'aviazione, Novara, Istituto Geografico De Agostini, 1988.
- Boyne Walter J., Scontro di ali: L'aviazione militare nella Seconda guerra mondiale, Milano, Mursia, 1997, ISBN 88-425-2256-2.
- Bowers Peter M., Boeing Aircraft since 1916, London, Putnam, 1989, ISBN 0-85177-804-6.
- Brown J., RCT Armament in the Boeing B-29, Air Enthusiast, Number Three, 1977.
- Chant Christopher, Aerei della seconda guerra mondiale, Novara, Istituto geografico De Agostini, 1977, ISBN non esistente.
- Craven, Wesley Frank e James Lea Cate, The Army Air Forces In World War II: Volume Five: The Pacific: Matterhorn to Nagasaki June 1944 to August 1945 (PDF), Washington, DC, Office of Air Force History, 1983. URL consultato il 3 marzo 2011.
- Dear, I.C.B. e M.R.D. Foot, The Oxford Companion of World War II, Oxford, UK, Oxford University Press, 1995, ISBN 0-19-866225-4.
- Dicorato, Giuseppe (a cura di), Storia dell'Aviazione, Volume 9, Milano, Fratelli Fabbri, 1973.
- Francillon René J., McDonnell Douglas Aircraft since 1920, London, Putnam, 1979, ISBN 0-370-00050-1.
- Futrell R.F. e altri, Aces and Aerial Victories: The United States Air Force in Southeast Asia 1965-1973, Washington, DC, Office of Air Force History, 1976, ISBN 0-89875-884-X.
- Knaack Marcelle Size, Post-World War II Bombers, 1945-1973, Washington, DC, Office of Air Force History, 1988, ISBN 0-16-002260-6.
- McCaffery, Linda, The History of the B-29 Superfortress (PDF), paaf.indexks.com. URL consultato il 3 marzo 2011 (archiviato dall'url originale il 6 gennaio 2009).
- Niccoli Riccardo, La storia del volo - dalle macchine volanti di Leonardo da Vinci alla conquista dello spazio, Vercelli, Edizioni White Star, 2008, ISBN 978-88-540-0605-8.
- Peacock, Air International, agosto 1989.
- Inside The Dreamboat, in Popular Science, books.google.com, gennaio 1945. URL consultato il 2 marzo 2011.
- Potts, J. Ivan, Jr., THE JAPAN TO WASHINGTON FLIGHT (PDF), in Remembrance of War: The Experiences of a B-29 Pilot in World War II, J.I. Potts & Associates, 1995. URL consultato il 2 marzo 2011.
- Wegg John, General Dynamics Aircraft and their Predecessors., London, Putnam, 1990, ISBN 0-85177-833-X.
- Williams Anthony G., Emmanuel Gustin, Flying Guns World War II: Development of Aircraft Guns, Ammunition and Installations 1933-45, Shrewsbury, UK, Airlife, 2003, ISBN 1-84037-227-3.
- Willis David, Boeing B-29 and B-50 Superfortress - International Air Power Review Volume 22, Westport, Connecticut, AIRtime Publishing, 2007, SSN 1473-9917. ISBN 1-880588-79-X.

### Altri testi
- Giuseppe Ciampaglia: "La Superfortezza B-29 e la capitolazione del Giappone". Rivista Italiana Difesa, gennaio 1995. ISBN non esistente
- Jack Delano, Ronald E. Ostman, Royal D. Colle, Superfortress over Japan: Twenty-Four Hours With a B-29, Motorbooks International, 1996, ISBN 0-87938-976-1
- Robert Dorr, Mark Styling, B-29 Units of World War II, Osprey Publishing, 2002, ISBN 1-84176-285-7
- Robert Dorr, Mark Styling, B-29 Superfortress Units of the Korean War, Osprey Publishing, 2003, ISBN 1-84176-654-2
- Robert A. Mann, The B-29 Superfortress: A Comprehensive Registry of the Planes and Their Missions, McFarland & Company, 2004, ISBN 0-7864-1787-0
- Jacob Vander Meulen, Building the B-29 (Smithsonian History of Aviation and Spaceflight), Smithsonian Books, 1995, ISBN 1-56098-609-3
- William Wolf, Boeing B-29 Superfortress: The Ultimate Look : from Drawing Board to Vj-day, Schiffer Pub Ltd, 2005, ISBN 0-7643-2257-5

### Siti web
- acepilots.com, Boeing B-29 Superfortress - Dropped the Atomic Bomb on Japan, su acepilots.com. URL consultato il 27 febbraio 2011.
- af.mil, AF.mil - History Milestones, su af.mil. URL consultato il 1º marzo 2011 (archiviato dall'url originale il 20 ottobre 2012).
- b-29doc.com, B-29 Doc Restoration Project, su b-29doc.com. URL consultato il 27 febbraio 2011.
- (EN) Baugher, Joe, Boeing B-29, su home.att.net. URL consultato il 14 settembre 2010 (archiviato dall'url originale il 21 aprile 2008).
- boeing.com, Boeing: History - Products - Boeing B-29 Superfortress, su boeing.com. URL consultato il 27 febbraio 2011.
- cavanaughflightmuseum.com, B-29/B-24 Press Release 1-21-08 - Jim Cavanaugh to Sponsor CAF B-29 Bomber - FIFI, su cavanaughflightmuseum.com, 21 gennaio 2008 (archiviato dall'url originale il 26 luglio 2011).
- Commemorative Air Force, History of FIFI, su rideb29.com. URL consultato il 27 febbraio 2011 (archiviato dall'url originale il 4 marzo 2016).
- eaa.org, EAA News - FIFI Flies Again!, su eaa.org. URL consultato il 27 febbraio 2011 (archiviato dall'url originale il 20 agosto 2011).
- fighter-planes.com, Boeing B-29 Superfortress, su fighter-planes.com. URL consultato il 27 febbraio 2011.
- Findlocalweather.com, How Far Is It?, su Findlocalweather.com. URL consultato il 28 giugno 2009.
- Gardner, Fred Carl, A YEAR IN THE B-29 'SUPERFORTRESS', su oregoncounsel.com. URL consultato il 27 febbraio 2011.
- home.comcast.net, Report on POW Supply Missions, 27 AUG - 20 SEP 1945, su home.comcast.net, 28 febbraio 2011. URL consultato il 28 febbraio 2011 (archiviato dall'url originale il 29 novembre 2011).
- Col Miller, Dave, RESTORING - B-29 Superfortress 'FIFI' - September Maintenance Report, su cafb29b24.org. URL consultato il 27 febbraio 2011 (archiviato dall'url originale il 13 dicembre 2010).
- Miller, Larry, 315th Bomb Wing (VH) and Northwest Field, Guam, WWII, su 315bw.org, 3 gennaio 2007. URL consultato il 27 febbraio 2011.
- nationalmuseum.af.mil, Factsheets: Lockheed XB-30, su nationalmuseum.af.mil. URL consultato il 27 febbraio 2011 (archiviato dall'url originale il 16 luglio 2011).
- Pew, Glenn, Only Flyable B-29 Returns To Skies With Custom Engines, su avweb.com. URL consultato il 27 febbraio 2011.
- Stockett, Marvin M., 42-6261 STOCKETT’S ROCKET JUNE 15, 1944, su 40thbombgroup.org, 2006. URL consultato il 28 febbraio 2011.
- Weeks III, John A., B-29 — The Superfortress Survivors, su johnweeks.com. URL consultato il 27 febbraio 2011.
- Mayo Weyland, B-29s Set Speed, Altitude, Distance Records, su b-29s-over-korea.com. URL consultato il 2 marzo 2011.
- xmission.com, 56 Years Ago Today - OCTOBER 1944, su xmission.com. URL consultato il 28 febbraio 2011.
- xmission.com, 56 Years Ago Today - NOVEMBER 1944, su xmission.com. URL consultato il 28 febbraio 2011.
- xmission.com, 56 Years Ago Today - 16 - 31 MAR 1945, su xmission.com. URL consultato il 28 febbraio 2011.
- -29 Hunters of the JAAF, su wgordon.web.wesleyan.edu. URL consultato il 28 febbraio 2011 (archiviato dall'url originale il 17 maggio 2011).